# Liste der Baudenkmäler in Kalscheuren
Die Liste der Baudenkmäler in Kalscheuren enthält die denkmalgeschützten Bauwerke auf dem Gebiet von Hürth-Kalscheuren in Nordrhein-Westfalen (Stand: März 2018). Diese Baudenkmäler sind in der Denkmalliste der Stadt Hürth eingetragen; Grundlage für die Aufnahme ist das Denkmalschutzgesetz Nordrhein-Westfalen (DSchG NRW).

## Baudenkmäler
Die Liste der Baudenkmäler enthält Sakralbauten, Wohn- und Fachwerkhäuser, historische Gutshöfe und Adelsbauten, Industrieanlagen, Wegekreuze und andere Kleindenkmäler sowie Grabmale und Grabstätten, die eine besondere Bedeutung für die Geschichte Hürths haben.
Hinweis: Die Reihenfolge der Denkmäler in dieser Liste entspricht der offiziellen Liste und ist nach laufender Nummer, Name (Bezeichnung), Stadtteil und Adresse (Straße) sortierbar.
| Bild                        | Bezeichnung                        | Lage                                       | Beschreibung | Bauzeit | Eingetragen seit | Denkmal- nummer |
| --------------------------- | ---------------------------------- | ------------------------------------------ | --- | ------- | ---------------- | --------------- |
| Doppelhaus im Blockhausstil | Doppelhaus im Blockhausstil        | Hans-Böckler-Straße 156–158 Karte          | Gebaut durch die Kölner Holzbauwerke in Kalscheuren |         |                  | 65              |
| Hof Kalscheuren             | Hof Kalscheuren                    | Kalscheuren Rodenkirchener Straße 31 Karte | erstmals 1305 urkundliche Erwähnung und bis zur Säkularisation im Besitz des Deutschordens |         |                  | 72              |
| Villa Kölner Holzbauwerke   | Villa Kölner Holzbauwerke          | Kalscheuren Hans-Böckler-Straße 163 Karte  | Die ehemaligen Kölner Holzbauwerke bauten an ihrem Standort in Kalscheuren vor allem Baracken für das Militär und andere öffentliche Arbeitgeber, auch die erste Knapsacker Holzkirche von 1924 stammt von ihnen. |         |                  | 73              |
| weitere Bilder              | ehem. Kath. Pfarrkirche St. Ursula | Kalscheuren Hans-Böckler-Straße 170 Karte  | Eine der ersten Kirchenbauten von Gottfried Böhm nach Vorentwürfen seines Vaters Dominikus Böhm, 2006 profaniert, wird sie heute als Böhm Chapel durch eine Galerie genutzt.                                      |         |                  | 79              |